# Chiesa di Santa Croce e Sant'Alessandro
La chiesa di Santa Croce e Sant'Alessandro è un luogo di culto cattolico di Gandino, in provincia e diocesi di Bergamo; è sussidiaria della parrocchiale di Santa Maria Assunta.

## Storia
Il territorio di Gandino è ricco di edifici sacri e la chiesa di Santa Croce dopo la grande basilica mariana, è la più antica presente. Viene fatta risalire la sua costruzione al 1436, in prossimità al trecentesco oratorio dei disciplini con la consacrazione del vescovo di Bergamo Polidoro Foscari il 16 agosto 1446. Un atto conservato conservato in comune di Gandino del 13 luglio 1593, indica che la chiesa fu oggetto di lavori di ampliamento voluti dai disciplini, e nel Seicento la chiesa passò in mano alla confraternita del Carmine che eseguì lavori di ammodernamento e decorazione dell'aula, con la realizzazione del grande affresco nel 1699 della deposizione poi coperto da una tela.
Nel XVIII secolo la chiesa fu nuovamente decorata con lavori di stuccatura. Gli ultimi anni dell'Ottocento furono eseguiti lavori di ammodernamento e restauro da parte di Luigi Morgari che dipinte l'immagine di san Giovanni Battista, della Vergine e della religione nascente nonché le dorature della volta e delle pareti e del lodigiano Angelo Sacchi, portando gli interni a una nuova composizione architettonica. La prima metà del Novecento vide lavori di manutenzione e mantenimento di tutto l'impianto architettonico.
A nord del pronao vi è la presenza di una scala che conduce nei locali della confraternita

## Descrizione

### Esterno
L'edificio di culto è anticipato dal sagrato con pavimentazione in ciottolato di porfido. Il fronte principale rivolto a ovest, si sviluppa su due ordini di cui quello inferiore anticipato dal pronao con tre aperture a tutto sesto che poggiano su colonnine d'ordine toscano in pietra arenaria. La parte superiore ospita tre sezioni con aperture atte a illuminare l'aula divise da lesene che sono il prosieguo della parte inferiore con lesene e controlesene laterali e due centrali coronate da capitelli che reggono la conclusione della facciata con il fregio che corre sotto la gronda piana. Lesene che sono poggianti su testine di angioletti.
L'ingresso principale con portale completo di cornice in pietra squadrata, è inserito nel porticato con pavimentazione in pietra squadrata e copertura a volte incrociate. Sul lato nord del pronao vi è una scala che conduce ai locali superiori della confraternita del Carmine che corrispondono alla parte superiore nord dell'aula.
I locali dedicati ai disciplini sono posti a fianco dell'aula collegati da una breve scala in stile neogotico realizzato nel 1925 da Michele Frana. Il campanile risale al 1441.

### Interno
L'interno a navata unica, ospita nella parte superiore della controfacciata illuminata dalle tre finestre a tutto sesto, i locali della confraternita che proiettandosi verso l'interno dell'aula, sono sorretti da due colonne in pietra di Sarnico a cui si appoggiano due acquasantiere e si sviluppa su cinque campate divise da lesene che reggono la trabeazione completa di fregio e cornicione. La volta di ogni campata è a vela e ospita le aperture complete di contorno sagomato e importanti unghie che si collegano alla volta. L'aula era completamente affrescata, ma i dipinti quattrocenteschi furono poi coperti con tele di grandi misure e dalle tinte scure. Vi è il dipinto Deposizione di Cristo di Paolo Zimengoli del 1715 posto in corrispondenza dell'affresco di Berardo Luca Sanz del 1699, e la tela raffigurante Mosè e il vitello d'oro e storie di Mosè del 1709.
L'altare della Madonna del Carmine è conservato nella terza campata inserito nella cappella con volta a tazza, eseguito dalla famiglia Fantoni. Ospita la statua della Vergine con angeli e san Simone Stok a cui la donna consegna lo scapolare e santa Teresa d'Avila opera di Cesare Zonca nel 1900. 
La zona presbiteriale è anticipata da due piccoli altari dedicati a san Nicola di Bari a sinistra e a san Nicola da Tolentino, mentre a destra a san Luigi cui si conserva la statua, e dall'arco trionfale e da una balaustra lavoro della bottega di Bartolomeo Manni del 1782, ed è anticipata da tre gradini in marmo e si sviluppa su due vani: la prima parte con volta a notte e a pianta rettangolare è di misura inferiore all'aula, mentre la seconda sezione è a pianta semiottagolare con l'altare maggiore e il coro ligneo a concludere l'abside. I medaglioni della volta furono eseguiti dal Sanz nel 1698 e raffigurano: Cena in casa di Simone il fariseo, Vergine del Carmelo, Sant'Alessandro in gloria, Sant'Elena che ritrova la croce.
L'altare maggiore in marmi policromi risale al 1761, e l'ancona è opera del bergamasco Carlo Signori e ospita la Pietà lignea risalente al Settecento che veniva portato nella processione della settimana santa. Cinque medaglie affrescate ornano la volta dell'abside e raffigurano la Fede, Maddalena penitente, san Giovanni Evangelista, lo Spirito Santo e l'Eucaristia dipinti da Luigi Morgari nel 1896 dipinti che sostituirono quelli eseguiti da Francesco Colombi nel 1764 che raffiguravano anche sant'Alessandro di Bergamo. Ai lati vi sono le due tele opera di Francesco Palazzo: Madonna che consegna lo scapolare a san Simone Stock e Madonna con san Vincenzo Ferreri, mentre la parte posteriore dell'altare ospita la tela Vergine del Carmine con Simone e Teresa opera del 1758 di Pietro Gualdi.